# Edita Hrdá
Edita Hrdá (* 30. prosince 1963 Praha) je česká diplomatka, v letech 2015 až 2020 vrchní ředitelka Evropské služby pro vnější činnost pro Ameriku, v letech 2020 až 2025 stálá představitelka ČR při EU.

## Život
Vystudovala Fakultu obchodní Vysoké školy ekonomické v Praze a po jejím absolvování v roce 1986 pracovala jako překladatelka a tlumočnice německého a španělského jazyka. Od roku 1991 pak studovala na diplomatické akademii nejprve v Madridu a poté ve Vídni.

## Kariéra
V letech 2011 až 2015 působila jako stálá představitelka ČR u OSN.   Od října 2020 se stala stálou představitelkou ČR při Evropské unii, ve funkci tak nahradila Jakuba Dürra. Sama tuto funkci vykonávala do konce ledna 2025, kdy ji nahradil Vladimír Bärtl. Jejím dalším působištěm by mohlo být Švýcarsko, kde by diplomaticky zastupovala celou Evropskou unii.